# Letiště Slaný
Letiště Slaný (ICAO: LKSN) je veřejné vnitrostátní letiště u města Slaný ve Středočeském kraji. Nachází se 1,5 km jižně od jeho centra, při silnici, spojující Slaný a Netovice, poblíž dálnice D7. Má dvě travnaté přistávající dráhy a leží v nadmořské výšce 329 metrů. Provozuje ho Aeroklub Slaný.

### Literatura

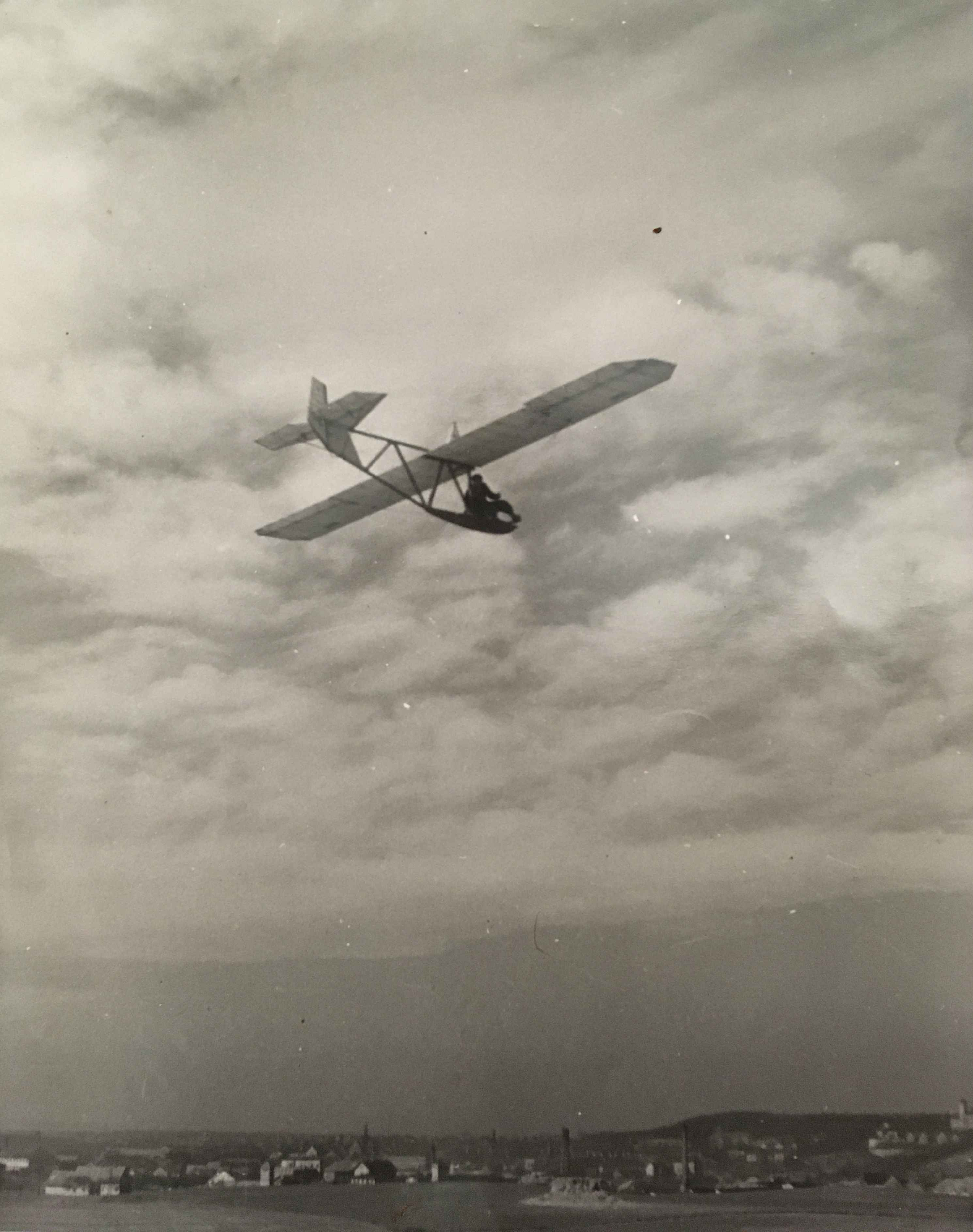
Letání ve Slaném na konci čtyřicátých let (cca 1947)